# Thomas Drejing
Nils Thomas Börje Drejing, född 30 september 1954, är en svensk kock och krögare.
Drejing har erfarenhet från svenska, danska och franska stjärnkök såsom Primör i Malmö, Saison i Köpenhamn, Maison Troisgros i Roanne samt La Côte d'Or i Saulieu (med Bernard Loiseau). Hans inriktning är att med lokala, gärna ekologiska, råvaror av hög kvalitet och efter säsong laga rätter med ganska få råvaror. Avsikten är att råvarorna i både form och smak ska vara identifierbara i den färdiga rätten. Rotfrukter är en råvara som ofta förknippats med Drejing.
Under sin karriär som kock och krögare har Thomas Drejing drivit bland annat Petri Pumpa i Lund (1984-99) och Petri Pumpa på Hotell Savoy i Malmö (1999-2003). Från 1998 drevs Petri Pumpa under flera år även på Kronovalls vinslott på Österlen i Skåne. Särskilt Petri Pumpa i Lund fungerade, med Drejing som inspiratör, som en inofficiell kockskola för många kockar som sedan blivit välkända. Thomas Drejing har även medverkat i olika tv-program.

## Utmärkelser
Thomas Drejing tilldelades 1994 Gastronomiska akademiens guldmedalj "för utomordentliga insatser för svensk matkultur".
Thomas Drejings näsa finns sedan 1989 avgjuten och upphängd i Nasoteket i AF-borgen i Lund. Den har ordningsnummer 45.
Thomas Drejing fick 2015 hederspriset vid Restauranggalan. 
I januari 2016 tilldelades han, tillsammans med Mischa Billing, utmärkelsen Årets lundensare 2016 av Grandiosa sällskapet. 